# Villapérez
Villapérez (oficialmente en asturiano Villaperi) es una parroquia y una población del municipio de Oviedo, Asturias (España).

## Poblaciones
Tiene una población de 305 habitantes (INE 2023) e incluye a las siguientes entidades de población:
- Los Carriles (Les Carriles, 8 hab.)
- Folgueras (Folgueres, 16 hab.)
- Ladines (Lladines, 15 hab.)
- Laviada (Llaviada, 43 hab.)
- Lugarín (Llugarín, 27 hab.)
- Nora (85 hab.)
- La Pedrera (66 hab.)
- Quintana (30 hab.)
- Villanueva (15 hab.)

## Geografía
Está situada en las estribaciones septentrionales de la sierra del Naranco, ocupando una superficie de 10,84 kilómetros cuadrados.
- Altitud: 153 metros.
- Latitud: 43º 24' 00" N
- Longitud: 005º 49' 59" O

## Fiestas
Las Fiestas de Villapérez son los días 7 ,8 y 9 de septiembre en honor a Nuestra Señora La Virgen de Covadonga.

## Demografía
| Año       | 2000 | 2001 | 2002 | 2003 | 2004 | 2005 | 2019 |
| Población | 384  | 381  | 382  | 385  | 378  | 375  | 305  |